# Oophaga
Oophaga (лат.) — род древолазов подсемейства Dendrobatinae. Ранее виды этого рода относились к роду Dendrobates.

## Размножение
Головастики развиваются в мини-бассейнах, образованных пазухами листьев. Название Oophaga означает «яйцеед», т. к. головастики этих животных питаются только икринками, которые для их питания откладывают самки.

## Распространение
Обитают в лесах Центральной и Южной Америк.

## Классификация
На февраль 2023 года в род включают 12 видов:
- Oophaga anchicayensis Posso-Terranova and Andres, 2018
- Oophaga andresi Posso-Terranova and Andres, 2018
- Oophaga arborea (Myers, Daly & Martinez, 1984) — Желтопятнистый древолаз
- Oophaga granulifera (Taylor, 1958) — Зернистый древолаз
- Oophaga histrionica (Berthold, 1845) — Изящный древолаз
- Oophaga lehmanni (Myers & Daly, 1976) — Поперечно-полосатый древолаз
- Oophaga occultator (Myers & Daly, 1976) — Жёлто-красный древолаз
- Oophaga pumilio (Schmidt, 1857) — Маленький древолаз
- Oophaga solanensis Posso-Terranova and Andres, 2018
- † Oophaga speciosa (Schmidt, 1857) — Блестящий древолаз
- Oophaga sylvatica (Funkhouser, 1956)
- Oophaga vicentei (Jungfer, Weygoldt & Juraske, 1996)